# Sedeng (Kanor)
Sedeng is een bestuurslaag in het regentschap Bojonegoro van de provincie Oost-Java, Indonesië. Sedeng telt 2208 inwoners (volkstelling 2010).